# Test di Perthes
Il test di Perthes è un test clinico per valutare la pervietà della vena femorale profonda prima di un'operazione chirurgica della vena varicosa. Prende il nome dal chirurgo tedesco Georg Perthes.
In un paziente in piedi, che presenta vene varicose rigonfie, si applica un laccio emostatico al terzo inferiore della coscia e poi lo si fa camminare e flettere l'arto. Se le vene profonde sono aperte le varici si svuoteranno immediatamente, se ciò non avviene si può ipotizzare un'ostruzione del circolo venoso profondo.
Questo test è a volte indicato come il test di Delbet-Mocquot, dal nome dei medici francesi Pierre Delbet e Pierre Mocquot.